# Verònica bel·lidioide
La verònica bel·lidioide (Veronica bellidioides), és una planta herbàcia del gènere Veronica que actualment s'inclou dins de la família de les plantaginàcies. És un oròfit centroeuropeu que a la península Ibèrica només es troba als Pirineus centrals i orientals.

## Descripció
És una planta herbàcia perenne que pot assolir una alçada de poc més d’un pam, amb una tija pubescent, amb unes poques fulles petites, oposades i oblongues. La resta de les fulles, més grans (d’uns 20 x 12 mm), surten agrupades en una roseta basal. La inflorescència, en forma de raïm terminal, apareix al capdamunt de la tija.

## Ecologia i distribució
És una espècie de l'alta muntanya, que es troba als Pirineus, en prats alpins de Festuca eskia, fins als 3.000 metres d’altitud, sobre sòls àcids poc o molt pedregosos i secs.